# Kolmanskop

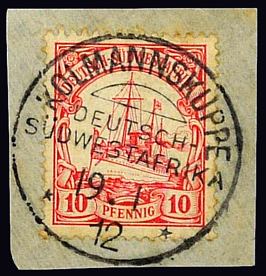
Stempel Kolmannskuppe 1912 na znaczku Niemieckiej Afryki Południowo-Zachodniej.

Kolmanskop (także Kolmannskuppe, Kolmanskuppe) – wymarłe osiedle górnicze w południowej Namibii, kilka kilometrów w głąb lądu od portu Lüderitz. Współcześnie popularny cel wycieczek.
Rozwinęło się po odkryciu diamentów w 1908, zasiedlili je górnicy z pobliskich kopalni, zbudowane zostało w stylu niemieckim. Posiadało szpital, elektrownię, szkołę, teatr, halę sportową, kasyno oraz linię kolejową do Lüderitz.
Miasto zaczęło upadać po I wojnie światowej, gdy spadły ceny diamentów. Opuszczone zostało w 1956. Obecnie miasteczko jest częściowo wyremontowane.

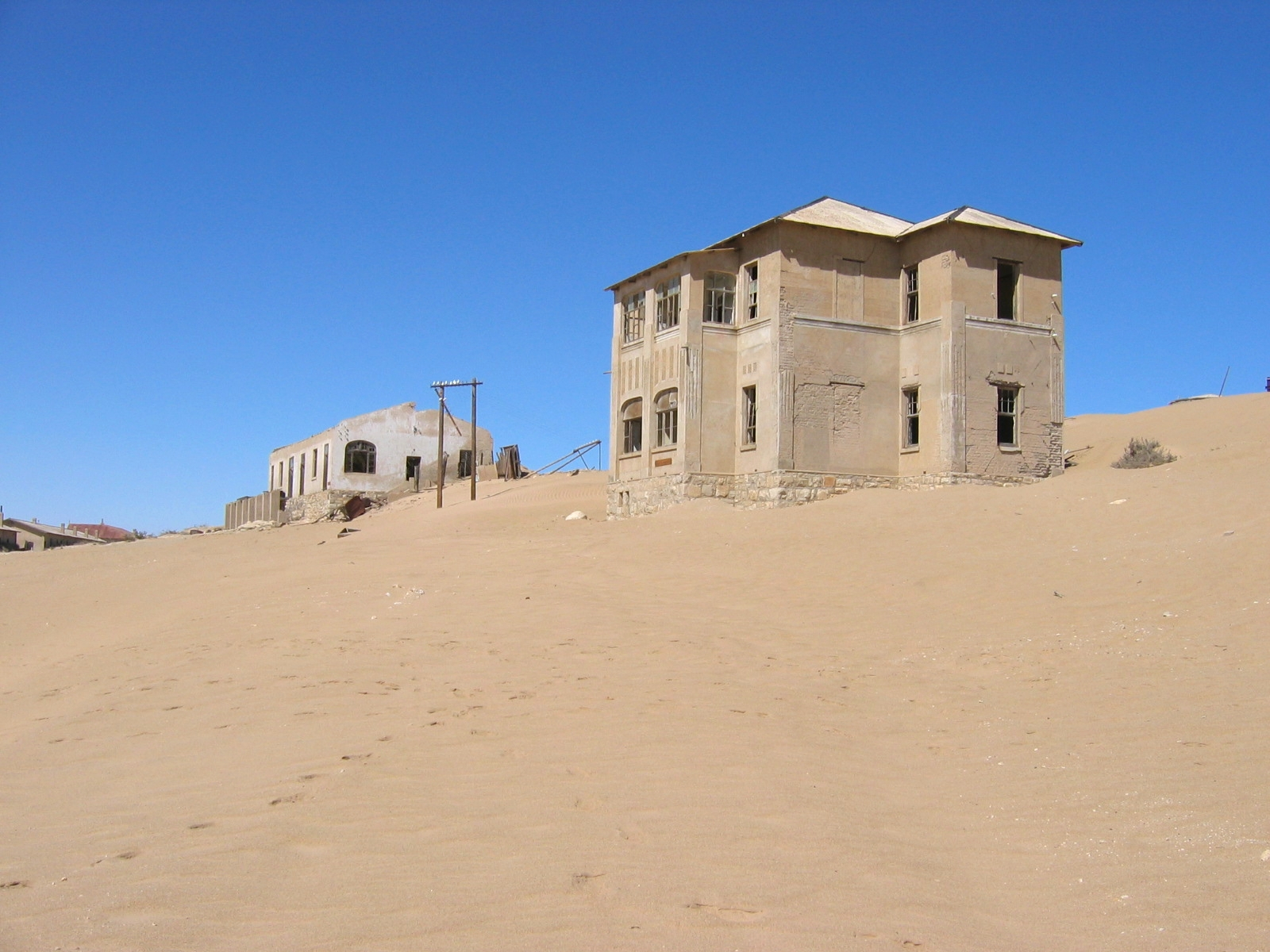
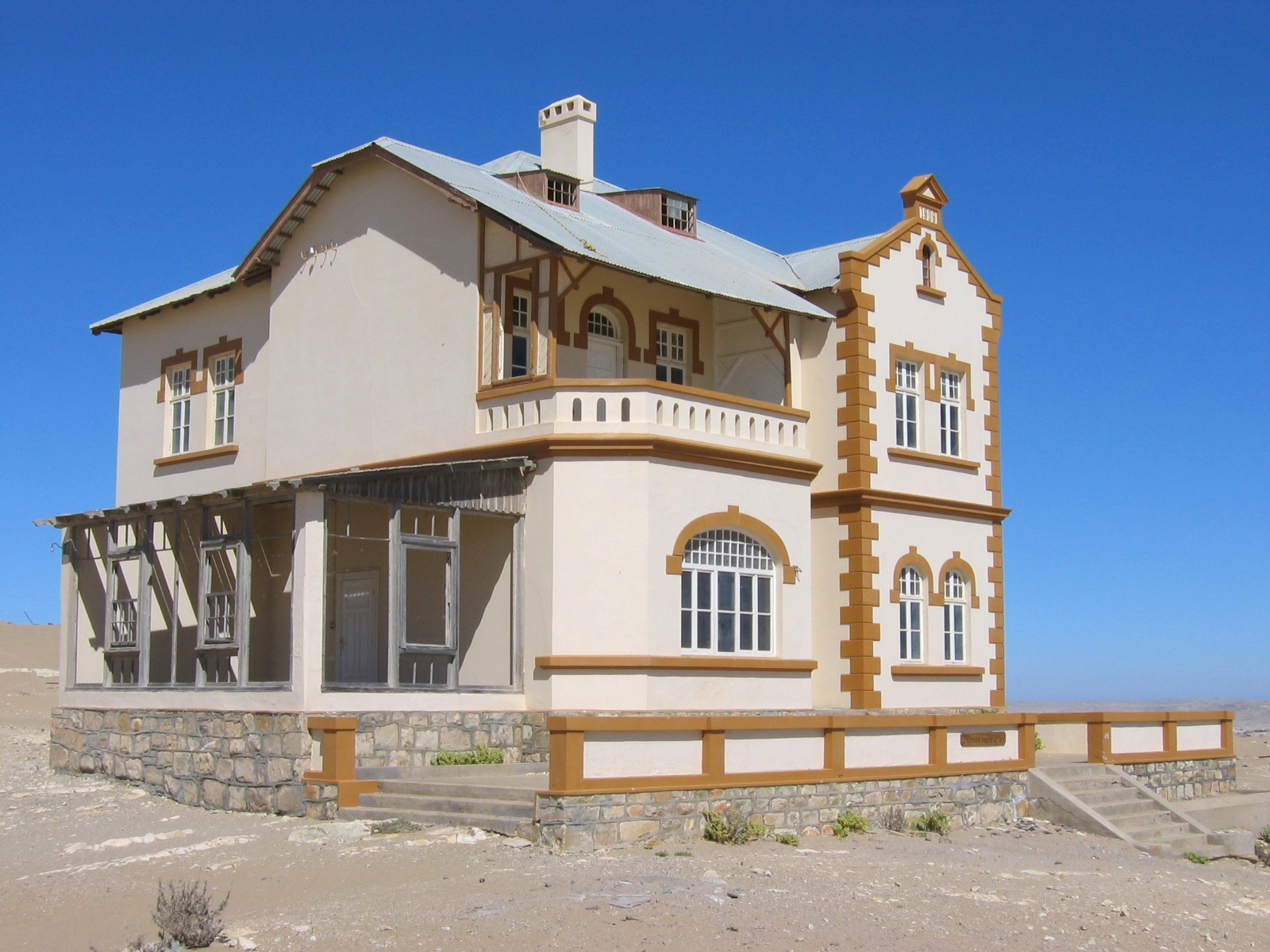
Jeden z odnowionych domów
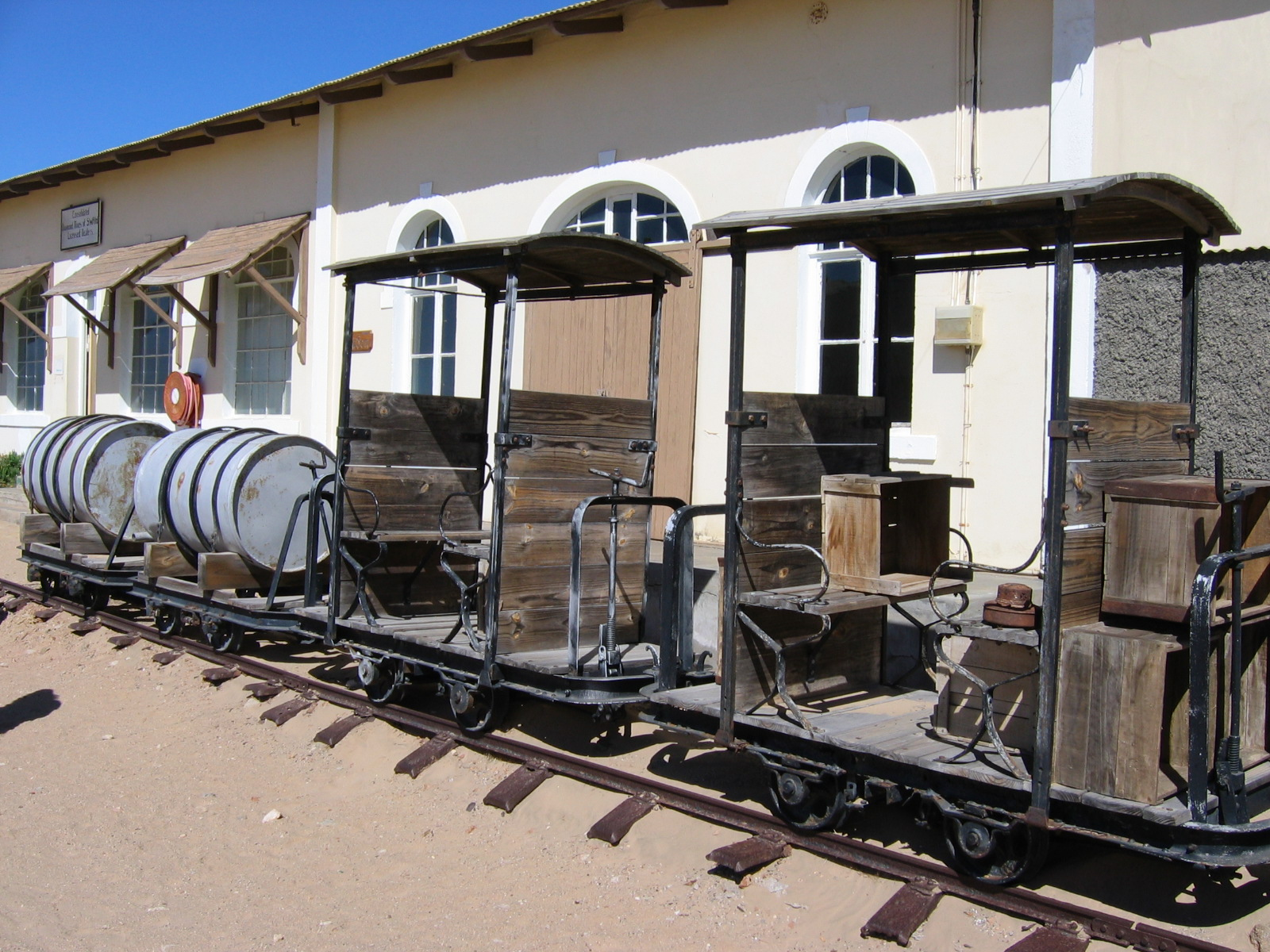
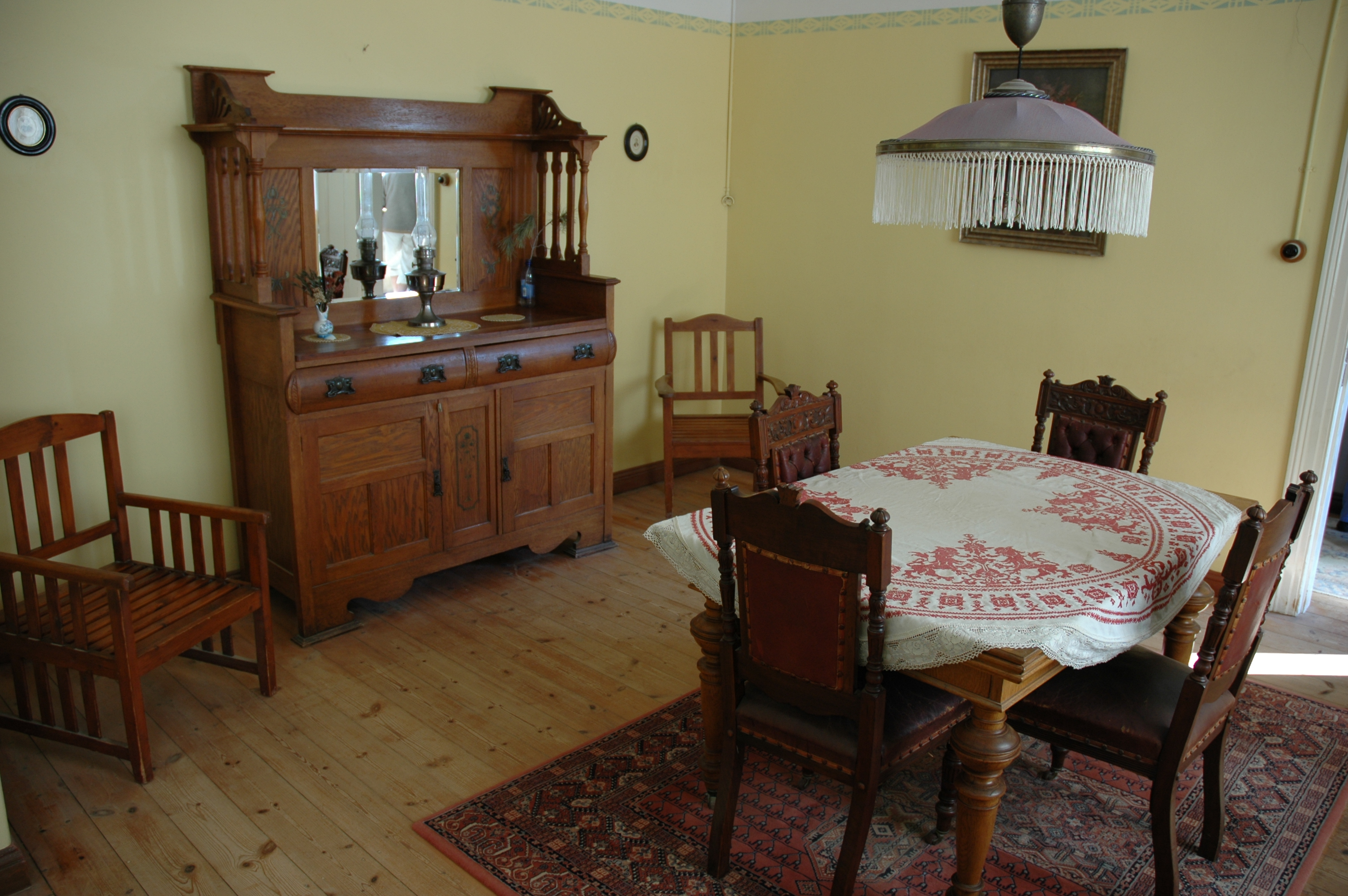
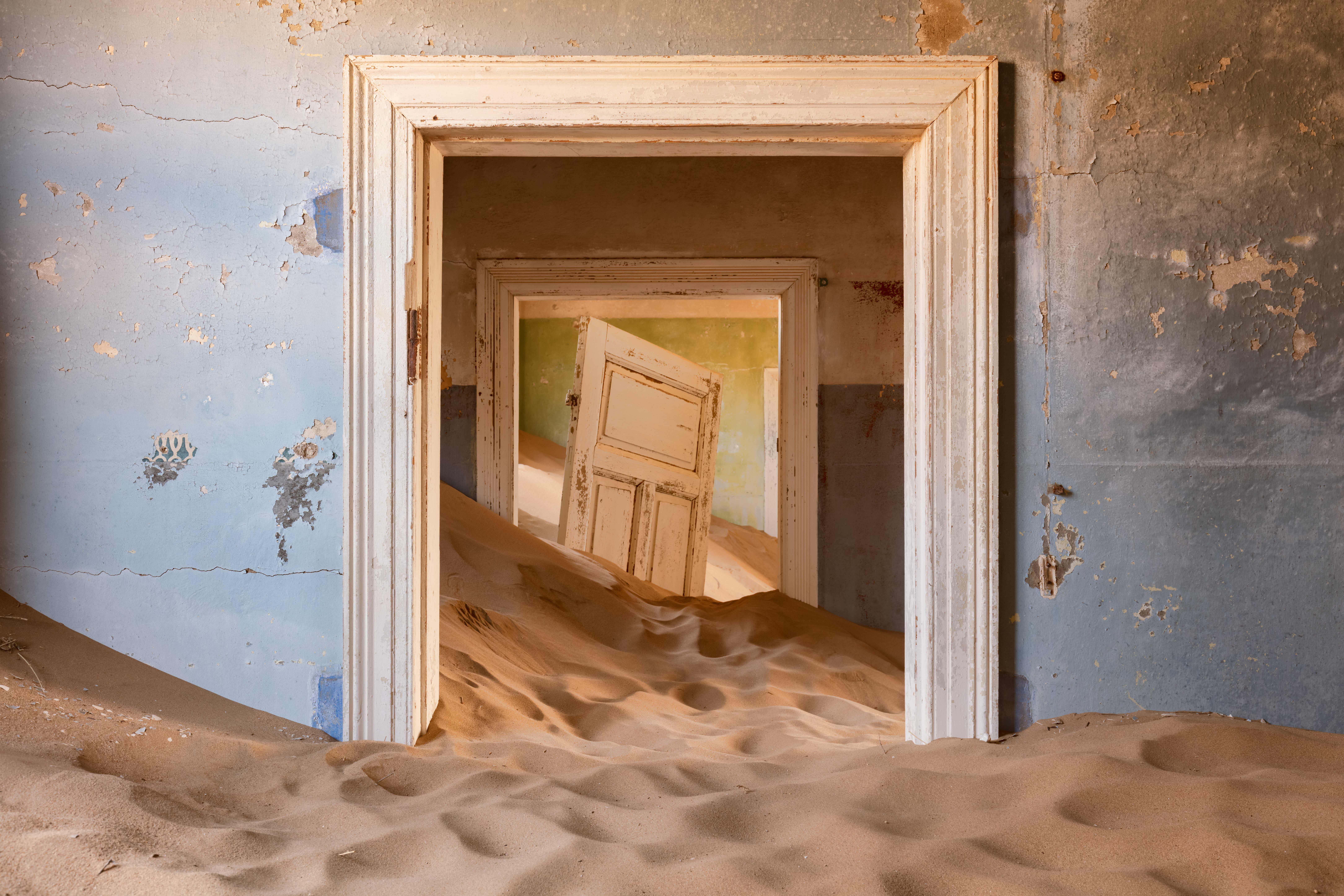